# Bubastes
Bubastes (лат.) — род жуков-златок из подсемейства Buprestinae. Около 40 видов. Эндемики Австралии.

## Распространение
Австралия

## Описание
Среднего размера жуки (10—15 мм), тело широкое вытянутое, заострённое в заднем конце; ярко окрашенные с металлическим отблеском. Верхняя часть немного плоская. Надкрылья имеют грубые пунктирные линии. Глаза большие, выпуклые, расположены близко к переднегруди. Ширина пронотума равна ширине оснований надкрылий.

## Систематика
Около 40 видов. Род был впервые выделен в 1836 году. Включён в состав отдельной трибы Bubastini Obenberger, 1920 из подсемейства Buprestinae Leach, 1815. В 1996 году вместе с двумя афротропическими монотипическими родами (Strandiola paradoxa Obenberger из Сомали и Bubastoides argodi Kerremans из Мозамбика) был выделен в подтрибу Bubastina.
- Bubastes achardi Obenberger, 1920[2]
- Bubastes australasiae Obenberger, 1922[7]
  - = Bubastes thomsoni Obenberger, 1928[8]
- Bubastes bostrychoides (Théry, 1910)
- Bubastes carnarvonensis Obenberger, 1941[9]
- Bubastes carteri Obenberger, 1941[9]
- Bubastes cylindrica Macleay, 1888
- Bubastes erbeni Obenberger, 1941[9]
  - = Bubastes boisduvali Obenberger, 1941
- Bubastes euryspiloides Obenberger, 1922[7]
- Bubastes formosa Carter, 1915
- Bubastes germari Obenberger, 1928[8]
- Bubastes globicollis Thomson, 1879
  - = Bubastes borealis Obenberger, 1928[8]
  - = Bubastes laticollis Blackburn, 1888
  - = Bubastes simillima Obenberger, 1922[7]
- Bubastes inconsistans Thomson, 1879
  - = Bubastes obscura Obenberger, 1922[7]
  - = Bubastes septentrionalis Obenberger, 1941
  - = Bubastes viridicuprea Obenberger, 1922[7]
- Bubastes kirbyi Obenberger, 1928
  - = Bubastes blackburni Obenberger, 1941
  - = Bubastes chapmani Obenberger, 1941[9]
- Bubastes leai Carter, 1924[10]
- Bubastes niveiventris Obenberger, 1922[7]
  - = Bubastes aenea Obenberger, 1922[7]
- Bubastes odewahni Obenberger, 1928[8]
- Bubastes olivina Obenberger, 1920
  - С 2020 года синоним вида Neraldus bostrychoides Théry, 1910[1]
- Bubastes saundersi Obenberger, 1928[8]
- Bubastes sphaenoida Laporte & Gory, 1836
  - = Bubastes occidentalis Blackburn, 1891
  - = Bubastes persplendens Obenberger, 1920
  - = Bubastes splendens Blackburn, 1891
- Bubastes subflavipennis Carter, 1937[11]
- Bubastes subnigricollis Carter, 1939[12]
- Bubastes suturalis Carter, 1915[13]
  - = Bubastes strandi Obenberger, 1920
- Bubastes vagans Blackburn, 1892
- Bubastes vanrooni Obenberger, 1928[8]

### Дополнение (2020)
источник:
- Bubastes deserta, B. dichroa, B. flavocaerulea, B. hasenpuschi, B. iridiventris, B. iris, B. macmillani, B. magnifica, B. michaelpowelli, B. pilbarensis, B. remota, B. viridiaurea